# Reinauguración del Estadio George Capwell de 2017
La Reinauguración del Estadio George Capwell de 2017 fue un evento deportivo en el cual se presentó de forma oficial un remodelado total del estadio del SC Emelec, a la vez que se presentó a la plantilla de jugadores de la temporada 2017 y el nuevo uniforme del equipo eléctrico. La reinauguración se fusionó con la Explosión Azul 2017.

## Historia
El Estadio George Capwell es un estadio de fútbol donde juega como local el Club Sport Emelec, equipo de la primera división del fútbol ecuatoriano. Fue el primer estadio privado perteneciente a un club de fútbol ecuatoriano, entre los años de 1978 y 1982, el estadio estuvo a punto de ser vendido a una compañía inmobiliaria que pretendía construir un centro comercial. Debido a la presión de la hinchada y de algunos dirigentes se evito la demolición del antiguo estadio.  
En 1989 el dirigente eléctrico Nassi Neme pone en marcha una primera remodelación del estadio. La remodelación consistió en un edificio del lado de la calle General Gómez que consistió de 200 suites, 840 palcos y una tribuna para 4095 espectadores; dos generales cada una en las calles Pío Montúfar y Av. Quito; y la recuperación de la vieja tribuna de la calle San Martín para 4.515 espectadores. También se realizó la construcción total del campo de juego con sistema de drenaje, riego e iluminación. Se realizó la Reinauguración del estadio George Capwell de 1991 con un campeonato amisto que fue considerado también como la Copa del Pacìfico 1991. 

### Antecedentes
Luego de la reinauguración de 1991, se realizaron constantes ampliaciones, como la reconstrucción de las Generales que aun consistían en tablones de madera, en 1999 fue la General dela calle Pio Montufar y en el 2006 fue el turno de la general de la calle Quito.  
El 28 de enero del 2015, se realizó la Explosión Azul 2015 en la cual se presentó la camiseta que usaría durante la temporada y la plantilla de jugadores. La fiesta fue un acto de despedida del Nuevo estadio Capwell, el evento se realizó frente al equipo peruano Universitario de Deportes, con un marcado de 2 goles a 0. 

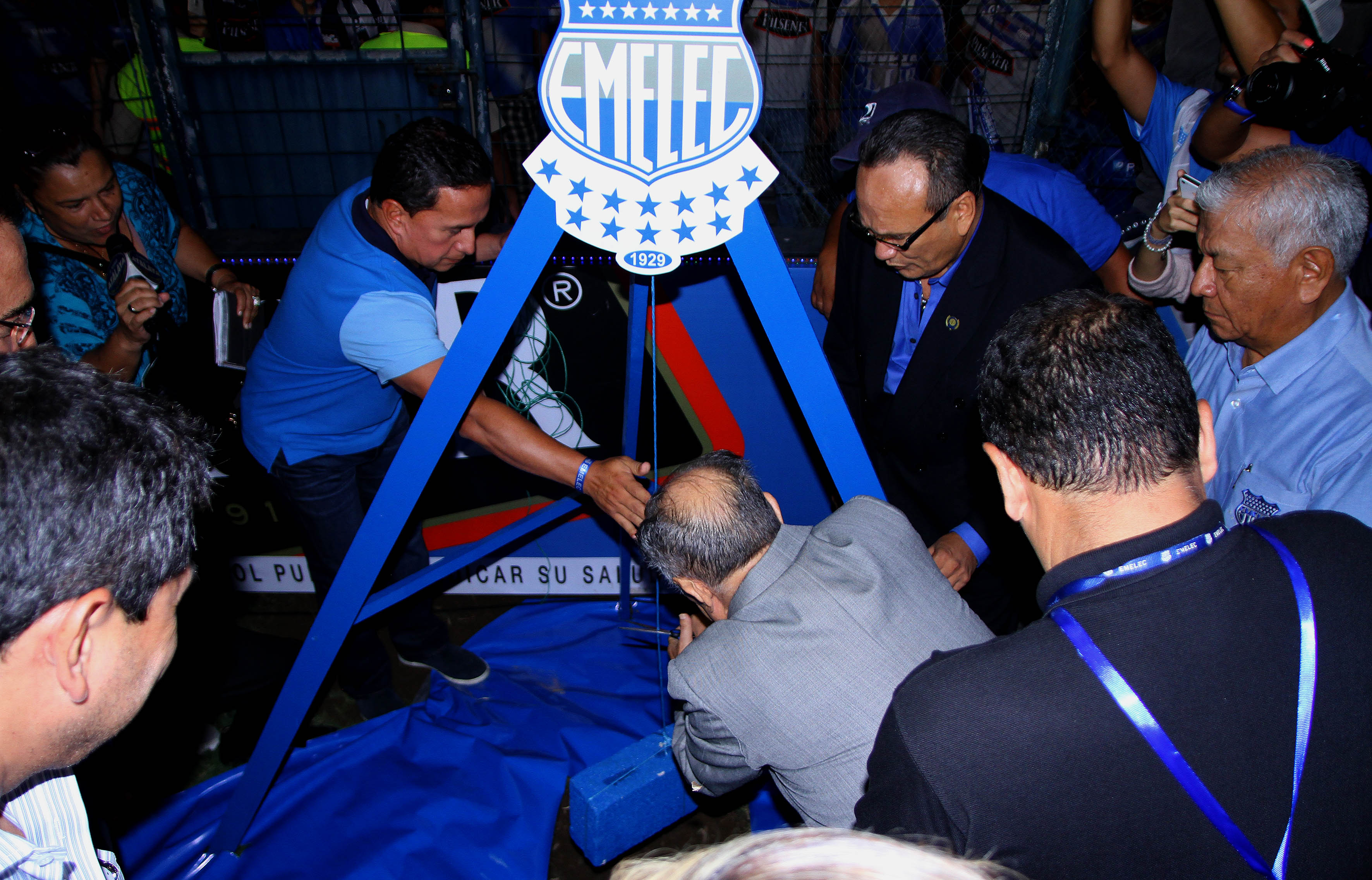
Al finalizar la Explosión Azul del 2015, se colocó la primera piedra e inició la remodelación

Inmediatamente después de la Explosión Azul se inicia la demolición de la Tribuna de la calle San Martín. Durante las temporadas 2015 y 2016 Emelec fue un equipo peregrino jugando de local en estadios de toda la región costa. 
Finalmente el estadio fue remodelado y modernizado totalmente, En la calle San Martín se construyó una nueva edificación de dos plateas, 3 niveles de suites, y agregando torres en todas las esquinas del estadio y nuevas fachadas; contando con una capacidad total de 40 000 espectadores, El 8 de febrero del año 2017 finalmente se reinauguró el estadio con el naming right Estadio Arena Banco del Pacífico Capwell. La ceremonia incluyó show de juegos pirotécnicos, un espectáculo de mapping y el partido amistoso frente al New York City Football Club, el resultado final de este encuentro fue 2-2.

### Partidos previos
Debido a problemas de la logística debido a usar estadios ajenos, el CS Emelec realizó varios juegos previos a su Inauguración oficial. El 16 de septiembre se realizó una pre-inauguración con un partido oficial de Copa Sudamericana ante el Deportiva La Guaira, partido que terminó 0-0. Tres días después jugó su primer partido oficial por campeonato nacional del 2016 recibiendo a River Ecuador con un marcador final de 5-0.

## Partido inaugural (Explosión Azul 2017)

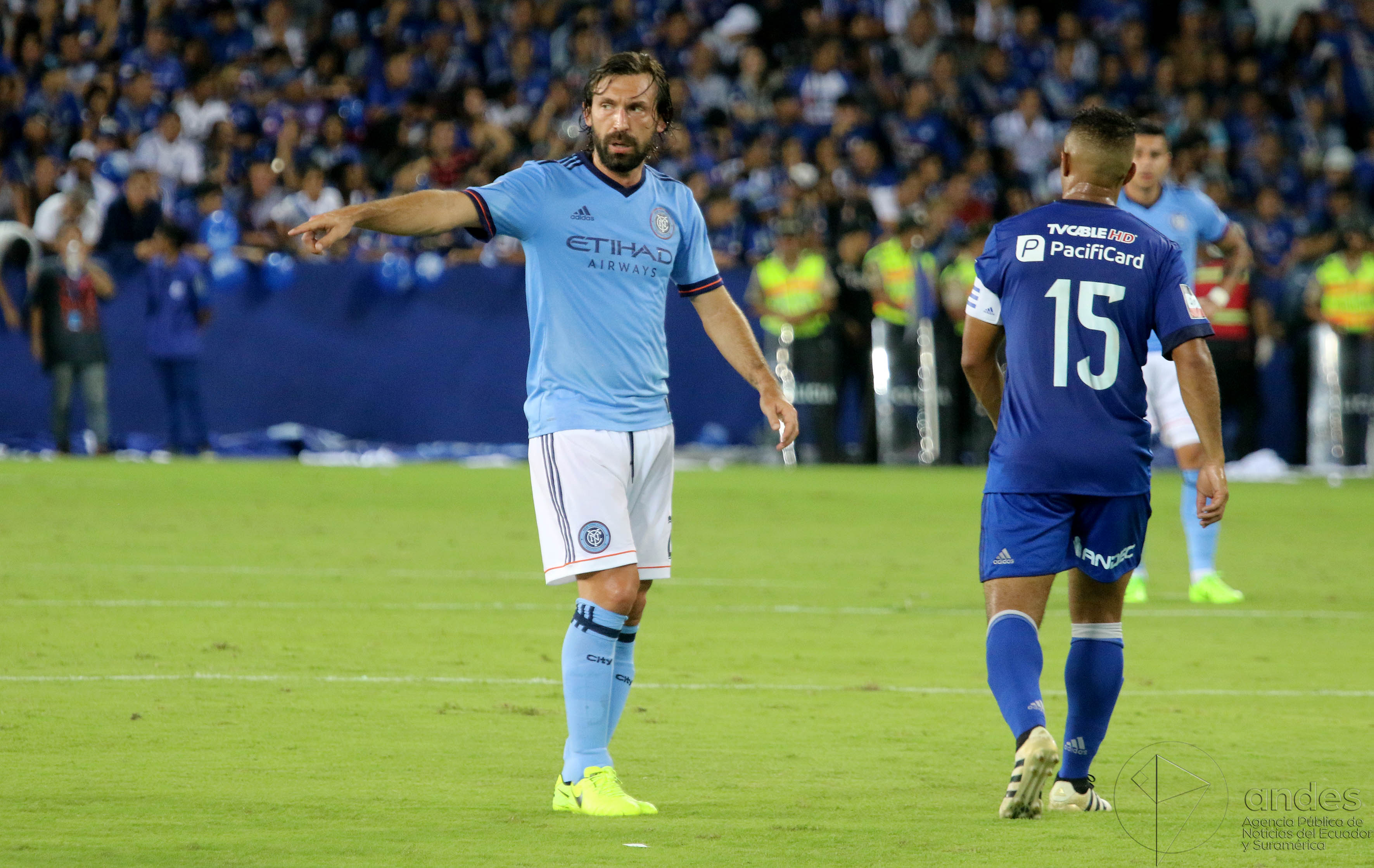
Emelec vs New York City

La Explosión Azul 2017 fue el evento principal de la inauguración del estadio Capwell de 2017, luego de su ampliación y modernización total. El rival fue New York City FC donde jugaron las estrellas Andrea Pirlo y David Villa. El partido terminó empatando a 2 goles. Los goles de Emelec lo hizo Ayrton Preciado, mientras que los del club estadounidense los hicieron Sean Okoli y John Stertzer.
Robert Capwell el hijo de George Capwell fue invitado a venir desde Estados Unidos, y fue quien corto la cinta inaugurar del estadio del equipo eléctrico.
El partido jugado ante 40 000 asistentes, en donde las entradas a la Caldera oscilaba en 20 dólares la más económica y 50 dólares la más cara, en donde Emelec empezó ganando con 2 goles anotados en los minutos 41 y 54, por el jugador Ayrton Preciado, por lo que en el segundo tiempo luego de que el técnico del New York City, el campeón mundial Patrick Vieira cambiara a los jugadores campeones del mundo, Andrea Pirlo y David Villa, por Seal Okoli y John Stertzer quienes anotaron los goles del empate en los minutos 83 y 92.

## Repercusiones
La remodelación total de la infraestructura del estadio Capwell, llevó a ser catalogado como el cuarto estadio más bello en el 2017.